# اوصالوی الله‌وردی‌خان
اوصالوی الله وردی خان، روستایی از توابع بخش نازلو شهرستان ارومیه در استان آذربایجان غربی در ایران است.

## جمعیت
این روستا در دهستان طلاتپه قرار داشته و بر اساس سرشماری سال ۱۳۸۵ جمعیّت آن ۲۸۴ نفر (۸۷ خانوار)
بوده است.